# Caricom

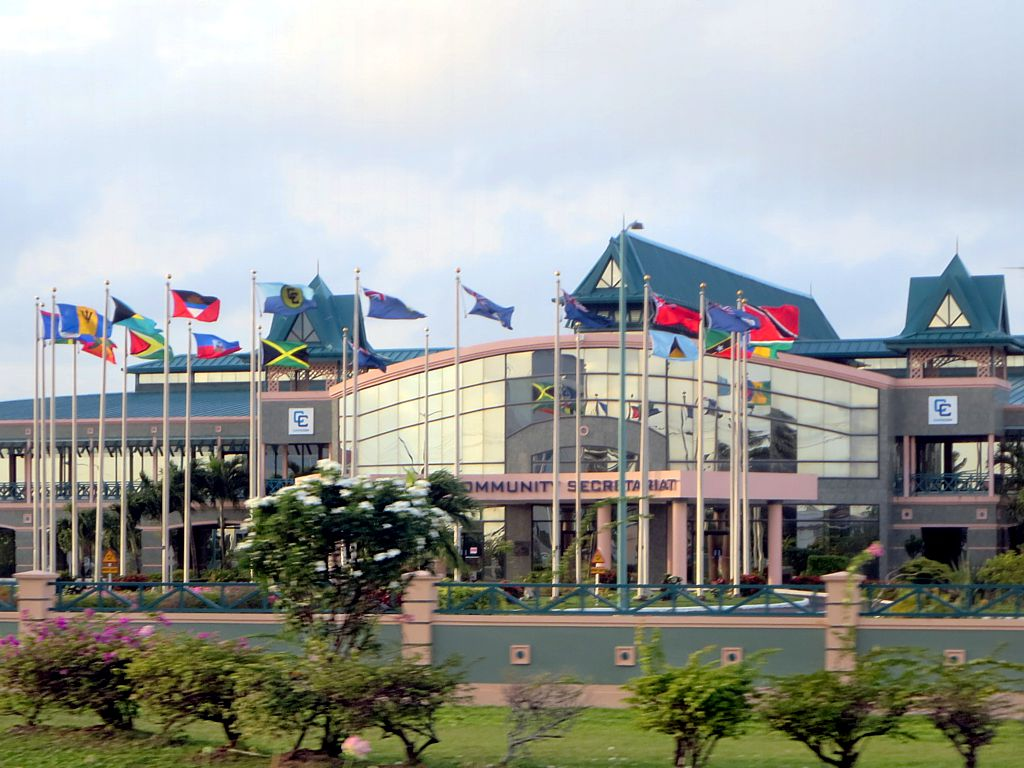
Het secretariaat in Georgetown, Guyana

De Caricom/CARICOM, afkorting van het Engelse Caribbean Community (Nederlands: Caribische Gemeenschap), is een intergouvernementele organisatie die in 1973 werd opgericht in Georgetown, Guyana. Dit werd gedaan door de toen net van het Verenigd Koninkrijk  onafhankelijk geworden landen Barbados, Jamaica, Guyana en Trinidad & Tobago. Deze politieke en economische unie bestaat tegenwoordig uit vijftien volwaardige lidstaten en vijf partnerlanden die zijn gelegen op het Amerikaanse continent en in de Atlantische Oceaan (Caribisch gebied).
De unie is opgericht bij het Verdrag van Chaguaramas dat 4 juli 1973 in Chaguaramas (Trinidad) werd gesloten op basis van besprekingen binnen het handelsverband CARIFTA en 1 augustus 1973 in werking trad. Dit verdrag is in 2001 herzien, waarbij ook regels zijn opgenomen voor de inrichting van een gemeenschappelijke markt en economie.
Voornaamste doelstellingen zijn het bevorderen van de politieke en economische integratie en samenwerking tussen de leden ten behoeve van nationale en regionale ontwikkeling, het garanderen dat de voordelen van integratie eerlijk worden verdeeld en het coördineren van het buitenlands beleid. De primaire activiteiten omvatten:
- coördinatie van het economisch beleid en de ontwikkelingsplanning;
- bedenken en opzetten van speciale projecten voor de minder ontwikkelde landen binnen haar jurisdictie;
- functioneren als regionale interne markt voor veel van haar leden;
- afwikkelen van regionale handelsgeschillen.

Het meest gezaghebbende orgaan binnen de organisatie is de Vergadering van Regeringsleiders waarin elke lidstaat zitting heeft. Het voorzitterschap daarvan rouleert halfjaarlijks. Het administratieve centrum is het Secretariaat, dat zetelt in Georgetown, Guyana. De bestuurlijke leiding is in handen van de secretaris-generaal. Deze functie wordt sinds 2021 bekleed door Carla Barnett. Aan de Caricom is in 1991 officieel de status van waarnemer bij de Verenigde Naties verleend. 

## Geschiedenis
Een voorloper van de Caricom is de West-Indische Federatie. Deze bestond van januari 1958 tot mei 1962 en was een verbond van Britse kolonies. Bedoeling was dat de daaraan deelnemende gebieden samen een onafhankelijke staat zouden gaan vormen. Om een antwoord te geven op ontmanteling van de federatie, werd in 1968 de Caribbean Free Trade Association (Carifra) opgericht. Met de ondertekening van het Verdrag van Chaguaramas werd deze organisatie in 1973 opgevolgd door de Caribbean Community and Commons Market. Als secretariaat werd het al bestaande Secretariaat van de Common Wealth als hoogste administratieve orgaan ingesteld. Deze internationale organisatie werd met tussentijds genomen besluiten en het herziene Verdrag van Chaguaramas in 2001 omgezet in "The Caribbean Community including the CARICOM Single Market and Economy".
Onderdeel van de afspraken gemaakt in het gewijzigde oprichtingsverdrag, was de vorming van de Caricom Interne Markt en Economie (CSME). Doel is het economische beleid te harmoniseren en uiteindelijk een gemeenschappelijke munt in te stellen. Door meningsverschillen over de verdeling van de opbrengsten duurde het tot januari 2006 voordat de gemeenschappelijke markt een feit werd. De CSME kwam tot stand met alle leden – uitgezonderd Haïti en de Bahama's – en hief de grensbelemmeringen op voor verkeer van goederen, diensten en verschillende categorieën werk.

## Doelstellingen
Het doel van de Caricom is het bevorderen van samenwerking, onderlinge handel en economische integratie en coördinatie van buitenlands beleid tussen haar lidstaten met als achterliggende idee de ontwikkeling binnen de lidstaten en van de regio te versterken. De belangrijkste activiteiten bestaan uit de coördinatie van beleid en ontwikkeling op economisch gebied. Het doel van de CSME is de vestiging van een vrijhandelszone; naar buiten toe wordt protectionistisch beleid gevoerd. Een toekomstig doel is invoering van een  gemeenschappelijke munt voor alle leden.

## Gemeenschappelijk paspoort

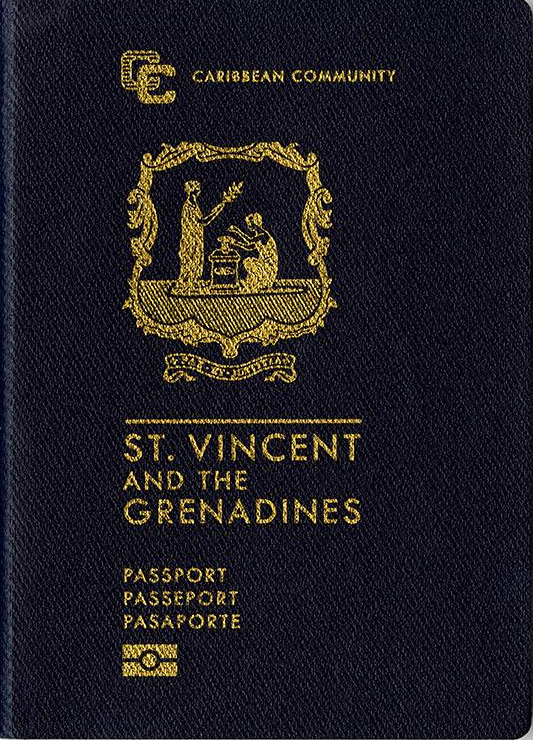
Paspoort van Saint Vincent en de Grenadines

Het Caricom-paspoort is voor de inwoners van de lidstaten. Een dergelijk paspoort kan binnen de gemeenschap en internationaal worden gebruikt. Alle inwoners van de lidstaten hebben vrij toegang tot alle andere lidstaten. In 2005 werd het paspoort geïntroduceerd in Suriname en in de loop der jaren ook door de andere lidstaten. In 2021 was dit proces voltooid, met uitzondering van de Bahama's en Montserrat, onderdeel van het Verenigd Koninkrijk. Suriname en Antigua en Barbuda kozen voor een afwijkend ontwerp.
De paspoorten worden gedrukt door de Canadian Bank Note Company en hebben drie verschillende kleuren:
- Donkerblauw voor burgers
- Groen voor regeringsfunctionarissen
- Rood voor diplomaten

## Carifesta
Het Caribbean Festival of the Arts (Carifesta) is een internationaal, multicultureel festival van beeldende en podiumkunsten van de Caricom dat om de circa twee jaar wordt gehouden. Elke editie heeft een eigen thema. Het eerste festival in de huidige vorm werd in 1972 gehouden in Guyana. Suriname organiseerde het festival in 2003 en 2013.

## Hymne
In 2014 is het lied Celebrating Caricom van componiste en zangeres Michele Henderson uit Dominica verkozen tot hymne. Hier ging een competitie aan vooraf met de opdracht een patriottisch lied te componeren met een Caribisch ritme, dat uiting geeft aan de verbondenheid, diversiteit en de gemeenschappelijke visie van de gemeenschap. Iedere lidstaat organiseerde een nationale competitie waar tien finalisten uit voortkwamen. Een jury met leden uit de regio koos de winnaar.

## Organen, bestuur, instellingen
De Vergadering van Regeringsleiders (Conference of Heads of Government) is het meest gezaghebbende orgaan van de Carribean Community (art. 10, § 1(a) oprichtingsverdrag). Het voorzitterschap rouleert halfjaarlijks. De bestuurlijke leiding ligt in handen van de secretaris-generaal, vanaf 2021 is dat de econoom en bankier Carla Barnett uit Belize. Aan de Caricom zijn verschillende instellingen verbonden die verspreid zijn over de lidstaten. Daarnaast zijn er nog allerlei commissies, waaronder de Caricom Reparations Commission die streeft naar herstelbetalingen door voormalige koloniale machten.
De volgende instellingen zijn opgericht door, of gelieerd aan de Caricom:
| Instelling                                                  | Afkorting | Plaats          | Land               |
| ----------------------------------------------------------- | --------- | --------------- | ------------------ |
| Caribbean Center for Renewable Energy and Energy Efficiency | CCREEE    | Bridgetown      | Barbados           |
| Caricom Development Fund                                    | CDF       | Bridgetown      | Barbados           |
| Caribbean Telecommunications Union                          | CTU       | Port of Spain   | Trinidad en Tobago |
| Caribbean Community Climate Change Centre                   | CCCCC     | Belmopan        | Belize             |
| Caricom Regional Organisation for Standards and Quality     | CROSQ     | Bridgetown      | Barbados           |
| Caribbean Meteorological Organisation                       | CMO       | Port of Spain   | Trinidad en Tobago |
| Caribbean Regional Fisheries Mechanism                      | CRFM      | Belize City     | Belize             |
| Caricom Implementation Agency for Crime and Security        | IMPACS    | Port of Spain   | Trinidad en Tobago |
| Caribbean Institute for Meteorology and Hydrology           | CIMH      | Bridgetown      | Barbados           |
| Caribbean Examinations Council                              | CXC       | Bridgetown      | Barbados           |
| Caribisch Hof van Justitie                                  | CCJ       | Port of Spain   | Trinidad en Tobago |
| Caricom Competition Commission                              | CCC       | Paramaribo      | Suriname           |
| Caribbean Disaster Emergency Management Agency              | CDEMA     | Saint Michael   | Barbados           |
| Caribbean Agricultural Health and Food Safety Agency        | CAHFSA    | Paramaribo      | Suriname           |
| Caribbean Aviation Safety and Security Oversight System     | CASSOS    | Kingston        | Jamaica            |
| Caribbean Public Health Agency                              | CARPHA    | Port of Spain   | Trinidad en Tobago |
| Caribbean Centre for Development Administration             | CARICAD   | Saint Michael   | Barbados           |
| Caribbean Agriculture Research and Development Institute    | CARDI     | Saint Augustine | Trinidad en Tobago |
| Caribbean Organisation of Tax Administrators                | COTA      | Georgetown      | Guyana             |

### Instellingen met functionele samenwerking
| Instelling                                               | Afkorting        | Plaats        | Land               |
| -------------------------------------------------------- | ---------------- | ------------- | ------------------ |
| Caribbean Tourism Organization                           | CTO              | Saint Michael | Barbados           |
| Caribbean Council of Legal Education                     | CLE              | meerdere      |                    |
| Caribbean Export Development Agency                      | Caribbean Export | Saint Michael | Barbados           |
| Caribbean Regional Information and Translation Institute | CRITI            | Paramaribo    | Suriname           |
| Caribbean Financial Action Task Force                    | CFATF            | Port of Spain | Trinidad en Tobago |

### Geassocieerde instellingen
| Instelling                          | Afkorting | Plaats                    | Land             |
| ----------------------------------- | --------- | ------------------------- | ---------------- |
| Caribbean Congress of Labour        | CCL       | Saint Michael             | Barbados         |
| Caricom Private Sector Organization | CPSO      | Saint Michael             | Barbados         |
| University of the West Indies       | UWI       | meerdere                  |                  |
| Universiteit van Guyana             | UG        | Georgetown                | Guyana           |
| Caribbean Law Institute             | CLI       | Saint Michael/Tallahassee | Barbados/Florida |
| Caraïbische Ontwikkelingsbank       | CDB       | Saint Michael             | Barbados         |

### Bestuur en personeel
| Instelling                                       | Afkorting | Plaats        | Land               |
| ------------------------------------------------ | --------- | ------------- | ------------------ |
| Secretariaat van de Caricom                      | CCS       | Georgetown    | Guyana             |
| Voorzitter van de Caricom                        | PCC       | variabel      |                    |
| Conferentie van regeringshoofden van de Caricom  | HGC       | variabel      |                    |
| Assembly of Caribbean Community Parliamentarians | ACCP      | variabel      |                    |
| Caribbean Community Administrative Tribunal      | CCAT      | Port of Spain | Trinidad en Tobago |

### Opgeheven
De volgende Caricom-instellingen zijn opgeheven:
| Instelling                                                  | Afkorting | Plaats          | Land               |
| ----------------------------------------------------------- | --------- | --------------- | ------------------ |
| Regional Educational Programme for Animal Health Assistants | REPAHA    | New Amsterdam   | Guyana             |
| Caribbean Food Corporation                                  | CFC       | Saint Augustine | Trinidad en Tobago |
| Caribbean Environmental Health Institute                    | CEHI      | Castries        | Saint Lucia        |
| The Caribbean Epidemiology Centre                           | CAREC     | Port of Spain   | Trinidad en Tobago |
| Caribbean Food and Nutrition Institute                      | CFNI      | Kingston        | Jamaica            |
| Caribbean Health Research Council                           | CHRC      | Saint Augustine | Trinidad en Tobago |
| Caribbean Regional Drug Testing Laboratory                  | CRDTL     | Georgetown      | Guyana             |

## Leden

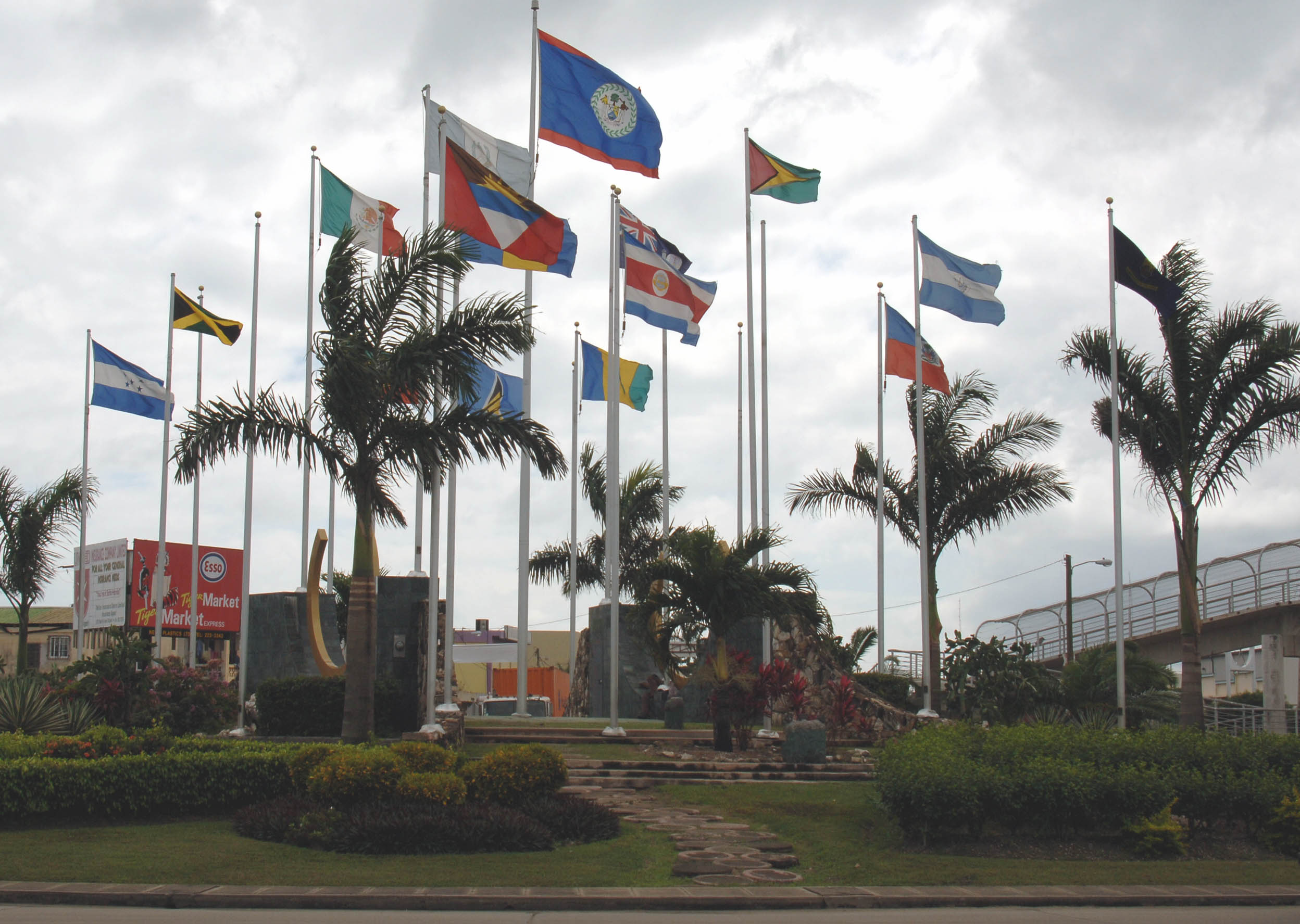
Caricom-vlaggencirkel in Belize

De Caricom heeft vijftien volwaardige leden en zes geassocieerde leden. Economische zwaargewichten binnen de organisatie zijn Trinidad en Tobago en Jamaica. Deze twee landen namen in 2012 ongeveer de helft van het bruto nationaal product van alle lidstaten voor hun rekening. Het aandeel van Suriname in dit totaal is ongeveer 6%. In 2006 woonde meer dan de helft van de totale bevolking in Haïti.
In 2014 werden er onderhandelingen gevoerd met Guadeloupe, Martinique, en Frans-Guyana over een geassocieerd lidmaatschap. In maart 2018 gaven Curaçao en Sint Maarten aan te streven naar een geassocieerd lidmaatschap. Curaçao werd inderdaad op 28 juli 2024 toegelaten als geassocieerd lid tijdens een bijeenkomst in Saint George's.

### Overzicht
| Land                           | Toetreding      | Lidmaatschap | Opp. (km2) | Inwoners (2019) | Opmerking                                             |
| ------------------------------ | --------------- | ------------ | ---------- | --------------- | ----------------------------------------------------- |
| Anguilla                       | juli 1999       | geassocieerd | 91         | 15.174          | Brits overzees gebied                                 |
| Antigua en Barbuda             | 4 juli 1974     | volledig     | 442        | 104.084         |                                                       |
| Bahama's                       | 4 juli 1983     | volledig     | 10.010     | 385.340         | Geen deel van de vrijehandelszone                     |
| Barbados                       | 1 augustus 1973 | volledig     | 430        | 287.010         |                                                       |
| Belize                         | 1 mei 1974      | volledig     | 22.806     | 398.050         |                                                       |
| Bermuda                        | 2 juli 2003     | geassocieerd | 54         | 63.779          | Brits overzees gebied                                 |
| Britse Maagdeneilanden         | juli 1991       | geassocieerd | 151        | 32.206          | Brits overzees gebied                                 |
| Curaçao                        | 28 juli 2024    | geassocieerd | 444        | 148.925         | Autonoom land binnen het Koninkrijk der Nederlanden   |
| Dominica                       | 1 mei 1974      | volledig     | 751        | 74.679          |                                                       |
| Grenada                        | 1 mei 1974      | volledig     | 344        | 108.825         |                                                       |
| Guyana                         | 1 augustus 1973 | volledig     | 214.970    | 786.508         |                                                       |
| Haïti                          | 2 juli 2002     | volledig     | 27.560     | 11.242.856      |                                                       |
| Jamaica                        | 1 augustus 1973 | volledig     | 10.831     | 2.728.864       |                                                       |
| Kaaimaneilanden                | 16 mei 2002     | geassocieerd | 264        | 64.420          | Brits overzees gebied                                 |
| Montserrat                     | 1 mei 1974      | volledig     | 102        | 5.220           | Brits overzees gebied                                 |
| Saint Kitts en Nevis           | 26 juli 1974    | volledig     | 261        | 56.345          | Aanvankelijk als Saint Christopher, Nevis en Anguilla |
| Saint Lucia                    | 1 mei 1974      | volledig     | 606        | 180.454         |                                                       |
| Saint Vincent en de Grenadines | 1 mei 1974      | volledig     | 389        | 109.803         |                                                       |
| Suriname                       | 4 juli 1995     | volledig     | 163.820    | 573.085         |                                                       |
| Trinidad en Tobago             | 1 augustus 1973 | volledig     | 5.128      | 1.359.193       |                                                       |
| Turks- en Caicoseilanden       | juli 1991       | geassocieerd | 948        | 37.910          | Brits overzees gebied                                 |
|                                |                 | Alleen leden | 432.510    | 18.400.316      |                                                       |

### Waarnemende leden
Er zijn acht waarnemende leden:
- Aruba (land binnen het Koninkrijk der Nederlanden)
- Sint Maarten (land binnen het Koninkrijk der Nederlanden)
- Puerto Rico (unincorporated territory van de VS)
- Dominicaanse Republiek
- Colombia
- Mexico
- Venezuela

### Suriname
In 1974, nog voor de de onafhankelijkheid, vroeg Suriname het lidmaatschap aan, als eerste niet Engelstalige land. In de jaren 1990 werd de toetreding voorbereid en de overeenkomst werd op 4 juli 1995 ondertekend door president Ronald Venetiaan.Tegenstanders hadden toen angst dat het land overspoeld zou worden met producten uit de regio. Tussen 2008 en 2010 werden drie instellingen van de Caricom in Suriname gevestigd: het Caribbean Regional Information and Translation Institute (CRITI; 2008), de Caricom Competition Commission (CCC; 2008) en het Caribbean Agricultural Health and Food Safety Agency (CAHFSA; 2010).
De Surinaamse Manorma Soeknandan was zeven jaar lang, van 2014 tot 2021, plaatsvervangend secretaris-generaal van de Caricom.

### Haïti
Haïti werd in 1997 voorlopig lid en in 2002 volledig lid. Na de staatsgreep in Haïti in 2004 en afzetting van president Jean-Bertrand Aristide kwam de relatie met de Caricom onder druk te staan toen Jamaica de nieuwe Haïtiaanse regering niet erkende en Aristide ontving op zijn grondgebied. Haïti's interim-premier Gérard Latortue reageerde verbolgen. Hij trok zijn ambassadeur uit Jamaica terug en schortte het lidmaatschap van de Caricom op. Tijdens de Conferentie van regeringshoofden in Saint Kitts en Nevis van juli 2006 werd besloten Haïti weer als volledig lid van de gemeenschap op te nemen nadat René Préval tot nieuwe president was verkozen. Drempels bij de integratie zijn onder andere het juridische systeem dat is gebaseerd op de Code Napoléon (continentaal recht) terwijl het Caraïbisch Hof van Justitie rechtspreekt naar het Engelse common law.

### Meertaligheid
De Caricom voerde aanvankelijk alleen het Engels als officiële taal. Met de toetreding van Suriname in 1995 (Nederlands) en Haiti in 2002 (Frans en Haïtiaans-Creools) kwamen er meer talen bij. Omdat 60 procent van de totale bevolking in Haïti woont (stand 2006), was toen feitelijk Haïtiaans-Creools de meest gesproken taal.
Niet deze drie talen, maar het Spaans werd in 2003 benoemd tot tweede officiële taal, vanwege de geografische ligging bij Centraal- en Zuid-Amerika en de nauwe banden met Cuba. "Om onze positie te verenigen en mogelijke psychologische barrières te doorbreken, moeten we elkaar goed kunnen begrijpen en met elkaar kunnen communiceren," aldus toenmalig plaatsvervangend secretaris-generaal Lolita Applewhaite.
In de eerste helft van 2013, tijdens het voorzitterschap van Haïti, werden het Nederlands en Frans ook officiële voertalen. Om vertalingen mogelijk te maken werd in Paramaribo het Caribbean Regional Information and Translation Institute gevestigd. Het toevoegen van extra talen werd in de praktijk echter als te inspannend ervaren, waardoor de volledige implementatie niet doorging.

## Internationale relaties

### Petrocaribe
Veel Caricom-leden profiteerden van Petrocaribe. Petrocaribe was een initiatief van Venezuela, gestart in 2005, waarbij het land olie leverde tegen gunstige voorwaarden. De deelnemers betaalden een deel van de olie pas na 25 jaar en over de schuld aan Venezuela waren de leden een zeer lage rente verschuldigd. Vanaf 2015 stortte de olieproductie in. In 2017 werden door de Verenigde Staten sancties opgelegd en in 2018 werd Petrocaribe beëindigd.

### Europese Unie
De relatie met de Europese Unie (EU) is met name gebaseerd op een economische partnerschapsovereenkomst tussen de EU en het Cariforum, waar de vijftien Caricom-lidstaten deel van uitmaken. Dat regelt de im en export van goederen en diensten onderling. Daarnaast organiseert de EU ontwikkelingssamenwerking met de ACS-staten, waar ook de Caricom onderdeel van uitmaakt.